# Keijo!!!!!!!!
Keijo!!!!!!!! (競女!!!!!!!!) est un shōnen manga écrit et dessiné par Daichi Sorayomi. Il est prépublié entre juillet 2013 et avril 2017 dans le magazine Weekly Shōnen Sunday, et publié en 18 volumes reliés entre novembre 2013 et juillet 2017 par Shōgakukan. Une adaptation en anime produite par le studio Xebec est diffusée entre octobre et décembre 2016 sur Tokyo MX au Japon et en simulcast sur Crunchyroll dans les pays francophones.

## Synopsis
Nozomi Kaminashi, 18 ans, est une exceptionnelle gymnaste. De nombreux lycées avec de bons programmes essaient de la recruter, mais elle a d'autres projets en tête. Elle vient d'une famille pauvre et l'argent est tout pour elle. C'est pour cette raison qu'elle décide de faire du keijo. Le keijo est une sorte de lutte où seule l'utilisation du postérieur et de la poitrine est autorisée, et qui se pratique sur une plateforme appelée "Land" sur l'eau. Nozomi réussira-t-elle à percer dans ce monde intense qu'est le keijo ?

## Personnages
- Nozomi Kaminashi (神無 のぞみ, Kaminashi Nozomi?)
- Sayaka Miyata (宮田 さやか, Miyata Sayaka?)
- Kazane Aoba (青葉 風音, Aoba Kazane?)
- Non Toyoguchi (豊口 のん, Toyoguchi Non?)
- Hanabi Kawai (河合 花火, Kawai Hanabi?)
- Mio Kusakai (日下生 美桜, Kusakai Mio?)
- Rin Rokudō ( the funny one ) (六堂 鈴, Rokudo Rin?)
- Yuko Ooshima (大島 優子, Ooshima Yuko?)
- Nagisa Ujibe (氏部 凪, Ujibe Nagisa?)
- Miku Kobayakawa (小早川 未来, Kobayakawa Miku?)
- Kotone Fujisaki (藤崎 琴音, Fujisaki Kotone?)

## Manga
Le manga Keijo!!!!!!!!, écrit et dessiné par Daichi Sorayomi, est prépublié entre le 24 juillet 2013 et le 26 avril 2017 dans le magazine Weekly Shōnen Sunday,. Le premier volume relié est publié par Shōgakukan le 18 novembre 2013.

## Anime
L'adaptation en anime est annoncée en février 2016. La série est réalisée au sein du studio Xebec par Hideya Takahashi, avec un scénario de Takao Kato et des compositions de Hayato Matsuo. Elle est diffusée à partir du 6 octobre 2016 sur Tokyo MX au Japon et en simulcast sur Crunchyroll dans les pays francophones.

### Liste des épisodes
| No | Titre français                                | Titre japonais                         | Titre japonais                        | Date de 1re diffusion |
| No | Titre français                                | Kanji                                  | Rōmaji                                | Date de 1re diffusion |
| -- | --------------------------------------------- | -------------------------------------- | ------------------------------------- | --------------------- |
| 1  | Le Centre de formation au keijo Setouchi !!!! | 瀬戸内競女養成学校!!!!                 | Setouchi Keijo Yōsei Gakkō!!!!        | 6 octobre 2016        |
| 2  | Les passes-hanches qui réunissent !!!!        | 団結のヒップトス!!!!                   | Danketsu no Hippu Tosu!!!!            | 13 octobre 2016       |
| 3  | La Croupe coupe-vide !!!!                     | 真空烈尻（しんくうれっけつ）!!!!       | Shinkū Rekketsu!!!!                   | 20 octobre 2016       |
| 4  | Lutte pour les fesses les plus vives !!!!     | 最速尻定戦（さいそくけつていせん）!!!! | Saisoku Kettei-sen!!!!                | 27 octobre 2016       |
| 5  | Le Cerbère automatique !!!!                   | 自動迎撃（フルオート）ケルベロス!!!!   | Jidō geigeki (furuōto) keruberosu!!!! | 3 novembre 2016       |
| 6  | Camp d’entraînement séduisant à Kyoto !!!!    | 魅惑の京都合宿!!!!                     | Miwaku no Kyōto gasshuku!!!!          | 10 novembre 2016      |
| 7  | Là où mènent les navets !!!!                  | カブの導く先!!!!                       | Kabu no michibiku saki!!!!            | 17 novembre 2016      |
| 8  | Le Tumultueux Match Est-Ouest !!!!            | 波乱必至の東西戦!!!!                   | Haran hisshi no tōzai-sen!!!!         | 24 novembre 2016      |
| 9  | La Championne de la cage à poules !!!!        | ジャングルジムの覇者!!!!               | Jangurujimu no hasha!!!!              | 1er décembre 2016     |
| 10 | La 2e course du match Est-Ouest !!!!          | 東西戦第二レース!!!!                   | Tōzai-sen dai ni rēsu!!!!             | 8 décembre 2016       |
| 11 | Le Château de la course décisive !!!!         | 決戦の城!!!!                           | Kessen no shiro!!!!                   | 15 décembre 2016      |
| 12 | L'Ardente Fin des fesstivités !!!!            | 熱戦終尻(しゅうけつ)!!!!               | Nessen Shūketsu!!!!                   | 22 décembre 2016      |